# Teilung des Königreiches Sachsen

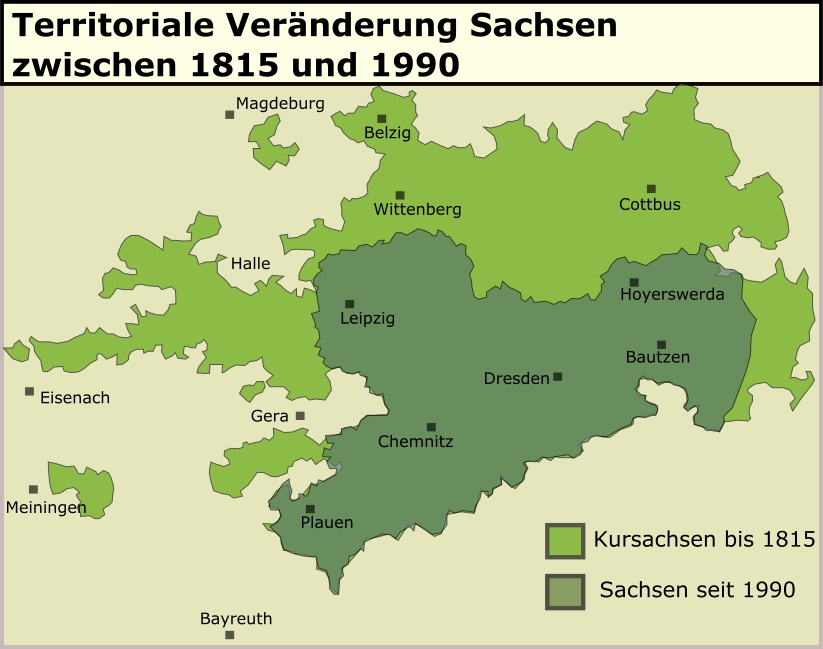

Die Teilung des Königreiches Sachsen in einen preußischen und einen sächsischen Teil erfolgte im Jahr 1815. Sie wurde auf dem Wiener Kongress 1814/1815 als Strafaktion gegen das Königreich Sachsen beschlossen, das, im Unterschied zu allen anderen deutschen Staaten, in den Befreiungskriegen sein Bündnis mit Napoleon Bonaparte nicht aufgegeben hatte.
Der Siegerstaat Preußen hatte ursprünglich beabsichtigt, Sachsen, das Napoleon 1806 zu einem Königreich erhoben hatte, gänzlich zu annektieren, und wurde dabei vom alliierten Russland unterstützt. Das ebenfalls alliierte Kaisertum Österreich entschied nach anfänglichem Lavieren sich jedoch für ein Fortbestehen Sachsens, auch als einen nordwestlichen Pufferstaat zwischen sich und Preußen, zudem war das Haus Habsburg dynastisch eng mit dem Haus Wettin verbunden. Dem habsburgischen Anliegen schlossen sich schließlich das Vereinigte Königreich und das bourbonisch restaurierte Königreich Frankreich an.
Preußen beharrte lange energisch auf der geplanten vollständigen Annexion und stürzte damit den Wiener Kongress in eine seiner tiefsten diplomatischen Krisen. Nach verworfenen zwei Teilungsvorschlägen einigte man sich am 8. Februar 1815 schließlich auf einen dritten: Dieser Teilungsplan schrieb die Grenzen des verbleibenden „Kernsachsens“ endgültig fest. Er stellte einen Kompromiss dar zwischen den militärischen Interessen Österreichs, das keine neue gemeinsame Grenze mit Preußen wünschte, und den fiskalischen Interessen Preußens, das eine möglichst große Zahl an Steuerbürgern Sachsens sich einverleiben wollte.
Sachsens König Friedrich August I. besaß kein Mitspracherecht und wurde vor vollendete Tatsachen gestellt. Auf Betreiben Preußens war er an den Verhandlungen nicht beteiligt und wurde bis zum 22. Februar 1815 auf Schloss Friedrichsfelde gefangen gehalten. Am 18. Mai 1815 musste er in Preßburg einen als „Friedens- und Freundschaftsvertrag“ bezeichneten Diktatfrieden zwischen Preußen und Sachsen unterzeichnen. Als das Abkommen am 21. Mai 1815 in Kraft trat, nahm Preußen am 22. Mai 1815 die abgetretenen Landesteile mit über 850.000 Einwohnern in Besitz (der Volksmund erfand für sie die Bezeichnung „Beutepreußen“ bzw. „Musspreußen“).
Preußen organisierte die gewonnenen Territorien, die den Namen Herzogthum Sachsen erhielten, verwaltungsseitig neu. Aus den westlichen Gebieten, u. a. mit den Städten Wittenberg, Merseburg und Zeitz wurde die Provinz Sachsen gebildet. Die nördlichen Gebiete mit der gesamten Nieder- und den nördlichen Teilen der Oberlausitz gingen an die Provinz Brandenburg. Die östliche Oberlausitz wurde der Provinz Schlesien zugeordnet. Einen Teil der ehemals kursächsischen Gebiete mit ca. 50.000 Einwohnern überließ Preußen dem Großherzogtum Sachsen-Weimar-Eisenach, das Russlands Protektion genoss, seitdem Erbprinz Carl Friedrich im Jahr 1804 die russische Großfürstin Maria Pawlowna geheiratet hatte. Diese Aufteilung bewirkte in der Folge in den betroffenen Gebieten den Verlust einer gemeinsamen sächsischen Identität.
Die Durchführung der Grenzziehung nahm mehrere Jahre in Anspruch: Noch 1818 kam es zu einem mehrfachen Gebietsaustausch, da der eigentliche Vertrag mehrere Ungenauigkeiten enthielt. Zwischen 1893 und 1901 revidiert und neu vermarkt, blieben die Grenzen bis Ende des Zweiten Weltkriegs erhalten, einmal abgesehen von einem Gebietsaustausch des Freistaates Sachsen mit dem Land Thüringen im Jahr 1928 (u. a. das Ziegenhierdsche Ländchen nördlich von Gera, das als kursächsische Exklave in den Regelungen des Wiener Kongresses kurioserweise vergessen worden war, und Teile des Vogtlandes).
Am 5. Juli 1945 wurde mit Befehl Nr. 5 der SMAD das Land Sachsen um die westlich der Neiße gelegenen Teile des ehemals sächsischen Gebietes erweitert, die seit 1815 zum preußischen Regierungsbezirkes Liegnitz gehörten. Sachsens südöstlichster Zipfel, östlich der Lausitzer Neiße um Reichenau, musste an Polen abgetreten werden.
Im Zuge einer umfassenden Kreisreform in der DDR kamen 1952 einige Gebiete nach Sachsen zurück, wie auch Gebiete abgegeben wurden, so z. B. für die Bildung des Bezirkes Gera. Nach 1952 wurden (unwesentliche) Teile aus- bzw. umgegliedert. Bei der Wiedererrichtung des Freistaates Sachsen 1990 wurden die Grenzen nochmals verschoben, so dass das heutige Sachsen vor allem durch Bürgerbefragungen und Kreistagsbeschlüsse in den 1990er-Jahren ein erheblich größeres Territorium im Vergleich zu den Bestimmungen der Wiener Kongressakte umfasst. Die Zuordnung der Gebiete um Elsterberg führte zu einem hartnäckigen Streit, der (medial wie öffentlich) als „Sachsenkrieg“ bezeichnet wurde und 1992 zu einer Rückgliederung des Ortes und seines Umlandes von Thüringen nach Sachsen ohne Gebietsausgleich führte.

## Gebietsstand des Kurfürstentums Sachsen vor dem Wiener Kongress
Im Frieden von Hubertusburg 1763 behielt das Kurfürstentum Sachsen vollständig seinen Gebietsbestand, die bereits in diesem Krieg angestrebte Annexion Sachsens durch Preußen war unterblieben. Gleichwohl galt innerhalb der preußischen Krone und ihrer ranghöchsten Vertreter weiterhin das Testament von Friedrich II. fort, der eine Annexion Sachsens als wünschenswert erachtete (das Testament wurde erst 1890 durch Fürst Otto von Bismarck öffentlich gemacht).
Eine Änderung ergab sich durch die Feldzüge Napoleon Bonapartes und die französische Besetzung Deutschlands: Dadurch änderten sich die Kräfteverhältnisse im damaligen Deutschland grundlegend. Der Frieden von Posen vom 11. Dezember 1806 bestätigte den Übergang des Kurfürsten Friedrich August von der preußischen Seite auf die Napoleons im Vierten Koalitionskrieg, verbunden mit dem Erwerb des Königstitels und der Aussicht auf den preußischen Kottbuser Kreis, der als Exklave von der kursächsischen Niederlausitz umgeben war. Dafür musste das Kurfürstentum ein zwischen den Fürstentümern Eichsfeld und Erfurt gelegenes, noch näher zu bezeichnendes Gebiet, das bevölkerungsseitig und nach den sonstigen Verhältnissen äquivalent war, an ein noch zu schaffendes Fürstentum abtreten. Während dieser Teil sofort nach Ratifikation am 12. Dezember in Kraft trat, kam der Kottbuser Kreis erst nach der Niederlage Preußens mit dem Frieden von Tilsit am 12. September 1807 an das Königreich Sachsen.
Das Königreich Sachsen trat auf Grund dieses Vertrages an das nunmehrige Königreich Westphalen ab:
- das Amt Gommern des Kurkreises,
- die Grafschaft Barby,
- mehrere Ämter des sächsischen Anteils der Grafschaft Mansfeld,
- den sächsischen Anteil der Ganerbschaft Treffurt und der Vogtei Dorla.

Dies wurde im Vertrag vom 22. Juli 1807 vereinbart, jedoch erst zwischen dem 9. und 19. März 1808 vollzogen. Die aus dem sächsischen Anteil der Grafschaft Mansfeld bei Sachsen verbleibenden Ämter Artern, Voigtstedt und Bornstedt wurden dem Amt Sangerhausen zugeordnet.
Am Beginn der Befreiungskriege stand Ende Februar 1813 ein Bündnis zwischen Preußen und Russland. Zwar war in dem diesbezüglichen Vertrag und auch in den beiden Geheimartikeln des Vertrages von Kalisch von einer Einverleibung Sachsens nach Preußen nicht die Rede, jedoch wurde Preußen bereits in den zu diesem hinführenden Gesprächen bei russischen Gebietszugewinnen im Herzogtum Warschau, dessen Herzog Friedrich August war, dafür Sachsen angeboten. In einem Brief vom 21. Februar 1813 formulierte daher Staatskanzler Hardenberg an den preußischen Gesandten am russischen Hof, Karl Friedrich von dem Knesebeck: „Sachsen wäre unzweifelhaft eine für Preußen sehr wichtige und günstige Erwerbung. Verwerfen darf man diese Idee nicht, die durch die Wechselfälle des Krieges … verwirklicht werden kann.“
Im März 1813 besetzte schließlich General Blücher den Kottbuser Kreis erneut und seit der am 19. März 1813 abgeschlossenen preußisch-russischen Konvention von Breslau wurde eine Thronentsetzung des nunmehrigen Königs Friedrich August I. ernsthaft erwogen. Ein ultimativ an ihn gerichtetes Angebot, ins Lager der Koalition zu wechseln, blieb folgenlos.
Dass Preußen bei einem Sieg der Koalition für Gebiete, die es 1807 an das Herzogtum Warschau hatte abtreten müssen, zu Gunsten Russlands verzichtet und mit Sachsen entschädigt werde, konnte nach Ansicht des Historikers Winfried Müller jedoch nur gelingen, wenn der sächsische König als unerschütterlicher französischer Kollaborateur diskreditiert sein würde.
Auch deshalb wurde der noch immer zu Napoleon haltende Friedrich August unmittelbar nach der Völkerschlacht bei Leipzig auf seinem eigenen Herrschaftsgebiet entgegen allen damaligen Konventionen bereits am Nachmittag des 19. Oktober 1813 durch Zar Alexander gefangen genommen und anschließend nach Berlin verbracht.
Das Königreich Sachsen wurde als besiegtes Land behandelt und durch russische Truppen besetzt. Das von den alliierten Mächten geschaffene „General-Gouvernement der Hohen Verbündeten Mächte“ stand unter der Leitung von Fürst Repnin-Wolkonski, der seinerseits wiederum dem preußischen Minister Reichsfreiherr vom und zum Stein rechenschaftspflichtig war. Sitz des Gouvernements war zunächst Leipzig und nach Abzug der letzten französischen Truppen ab 9. Dezember 1813 schließlich Dresden.

## Vor dem Wiener Kongress
Bereits im diplomatischen Vorfeld der Befreiungskriege hatten sich Preußen und Russland im Februar 1813 im Vertrag von Kalisch verständigt, dass im Falle eines Sieges über Napoleon Bonaparte Preußen in voller territorialer Integrität wiederhergestellt werden sollte. Preußen gab wiederum Russland die Zusage, dass Zar Alexander den größten Teil des Großherzogtums Warschau erhalten würde. Alexander wollte ein formal eigenständiges Königreich Polen, das in Personalunion mit Russland verbunden sein sollte. Da wiederum dafür Preußen Gebiete aus der 2. und 3. Teilung Polens verlieren würde, lag es am Ende der Befreiungskriege nunmehr nahe, Preußen mit der Einverleibung Sachsens zu entschädigen.
Im Januar 1814 erwog Metternich tatsächlich zu erlauben, Sachsen durch Preußen annektieren zu lassen, um Preußen aus der engen Verbindung mit Russland zu lösen, um auf diese Weise Russland zu isolieren und seine Bestrebungen der Ausdehnung seiner Macht nach Mitteleuropa zurückzuweisen.
Der preußische Annexionsplan wurde auch durch den russischen Generalgouverneur Repnin-Wolkonski gestützt, der bereits während des Wiener Kongresses am 8. November 1814 die Verwaltung des Generalgouvernements direkt an Preußen, nämlich Eberhard Freiherr von der Recke und Leopold von Gaudi, übergab: Nach den Worten der Verwaltungsübergabe an Preußen sei es nur eine Frage der Zeit, dass dies auch formal rechtlich bestätigt werden würde (was zu diesem Zeitpunkt den Kongressrealitäten nicht mehr entsprach). Trotz weiterhin formaler Eigenständigkeit vertraten sie neben Stein und nach Repnin-Wolkonski Positionen, dass sie diese Zeit von vornherein als Übergangszeit betrachteten und eine baldige Einverleibung ganz Sachsens nach Preußen erwarteten.
Mit dem Beginn des Wiener Kongresses, der auf Einladung von Kaiser Franz I. von Österreich und Fürst Metternich ab September 1814 tagte, um eine umfassende Neuordnung Europas vorzunehmen, schien es nur eine formale Frage, diese Annexion durchzusetzen. Am 11. Oktober 1814 stimmte der Vertreter Englands, Robert Viscount Castlereagh, in einer Note dieser Annexion zu.
Preußen stützte sich auf Österreichs Zustimmung zu dieser Annexion, zu deren Bestätigung es aber bereits zu Beginn des Kongresses nicht kam. In einer Note an von Hardenberg vom 22. Oktober 1814 formulierte Metternich in einem beiläufigen Nebensatz, ob nicht ein Kern des Königreiches Sachsen zu erhalten wäre – dies erspare, den König von Sachsen anderweitig entschädigen zu müssen. Diesen Nebensatz überlas Hardenberg, er glaubte sich damit im endgültigen Besitz der Zustimmung Österreichs.
Hintergrund war, dass der österreichische Diplomat Johann Freiherr von Wessenberg im Oktober 1814 ein internes Memorandum verfasst hatte, in dem er die Argumente gegen eine vollständige Annexion Sachsens aus österreichischer Sicht zusammentrug und erstmals eine Landesteilung ins Gespräch brachte: Dem König von Preußen sollten die Niederlausitz, der Wittenberger Kreis, die Ämter Gommern, Barby, Querfurt und Jüterbog, der sächsische Anteil an der Grafschaft Mansfeld sowie aus dem Thüringer Kreis die Ämter Eckartsberga, Freyburg, Sangerhausen, Weißensee, Langensalza und Sachsenburg mit insgesamt 432.400 Einwohnern zugesprochen werden. Eine weitere direkte Grenze zwischen Österreich und Preußen sei zu verhindern.
Dieser Position folgte schließlich Metternich, zunächst intern, so dass die Allianz zwischen Preußen und Österreich zerbrach.

## 1. Teilungsvorschlag
Der Streit um die sächsische Frage, die nicht losgelöst von der polnischen Frage debattiert werden konnte, verdichtete sich im November und Dezember 1814. Am 10. Dezember 1814 überreichte Metternich eine Note, in der nunmehr die vollständige Annexion Sachsens abgelehnt und eine Teilung vorgeschlagen wurde. Als (1.) Teilungsvorschlag wurden die Gebiete aufgeführt, wie sie Wessenberg im Oktober 1814 in seinem Memorandum vorgelegt hatte. Damit sollte Sachsen ein Fünftel seines Territoriums mit 432.400 Einwohnern an Preußen verlieren. Metternich verfolgte dabei die Idee eines „Pufferstaates“. Außerdem widerstrebte ihm die Absetzung eines mit dem Hause Habsburg verwandtschaftlich verbundenen Monarchen, denn beide Großmütter Friedrich Augusts waren schließlich Töchter Josephs I. Der 1. Teilungsvorschlag orientierte sich an den Ämtergrenzen des Königreiches Sachsen.
Am 19. Dezember 1814 übergab Charles-Maurice de Talleyrand-Périgord als Vertreter Frankreichs, der zunächst nicht zu den Verhandlungen zugelassen war, einen Brief an Metternich, in dem er den Teilungsvorschlag begrüßte und äußerte, dass mit einer „force d’aggression“ (d. i. Aggressionsmacht, diplomatisch formuliert war damit Preußen gemeint) an der Grenze zu Böhmen dauerhafter Frieden nicht erreicht werden könne.
Auch Castlereagh als britischer Vertreter schwenkte auf die Teilung Sachsens ein und bot sich als Vermittler an: Bereits am 19. und 20. Dezember 1814 besuchte er Hardenberg als preußischen Vertreter und Adam Jerzy Czartoryski als Vertreter Russlands. Preußen bestand jedoch auf einer vollständigen Annexion Sachsens und einer Entschädigung des sächsischen Königs in Westfalen oder auf der linken Rheinseite. Castlereagh, der zu weitergehenden Zugeständnissen bereit war (beträchtliche weitere Teile Nordsachsens einschließlich der Festungen Wittenberg und Torgau sowie zur Nieder- zusätzlich auch die Oberlausitz), griff zu einem Trick: Da Preußen stets über eine ausreichende Entschädigung für seine abzutretenden Gebiete sprach, machte er den Vorschlag, eine technische Kommission zu bilden, die zunächst einmal die Bevölkerungszahlen ermitteln sollte, um anhand derer (und nicht der Fläche) den Ausgleich zu leisten. Diese Kommission wurde binnen kürzester Frist durch Österreich, Preußen, Russland, Frankreich und Großbritannien besetzt, binnen vier Tagen ins Leben gerufen und trat am Heiligabend 1814 zur ersten Sitzung zusammen. Geleitet wurde die Arbeit dieser Kommission durch Johann Gottfried Hoffmann, dem Direktor des Königlich Preußischen Statistischen Bureaus.
Parallel dazu beantragte am 27. Dezember 1814 aber der russische Gesandte Andrei Kirillowitsch Rasumowski eine gemeinsame Sitzung der vier Mächte Russland, Preußen, Österreich und Großbritannien zur endgültigen Lösung der sächsischen Frage, die jedoch kein Ergebnis brachte: Im Ergebnis drohte der Preuße Hardenberg unverhohlen in der Sitzung am 31. Dezember 1814, dass die Nicht-Zustimmung zur preußischen Annexion Sachsens als Kriegserklärung an Preußen (und Russland) gesehen werde. Daraufhin gründeten am 3. Januar 1815 Österreich, Frankreich und Großbritannien ein gegen Preußen und Russland gerichtetes (und zunächst geheim gehaltenes) Militärbündnis als Drohgebärde an Preußen, das nunmehr einlenken musste.

## 2. Teilungsvorschlag
Preußen weigerte sich weiterhin, den sächsischen König zu weiteren Verhandlungen zuzulassen, der nach Ansicht Hardenbergs mit rheinischen Gebieten abgefunden werden sollte. Metternich wiederum folgte Castlereagh und machte am 12. Januar 1815 einen weiteren Vorschlag (er bezeichnete ihn als „Gegenvorschlag“, obwohl es ein neuer Vorschlag war): Dieser 2. Teilungsvorschlag wich nunmehr erheblich ab. Gegenüber dem 1. Teilungsvorschlag erhielt Preußen zusätzliche Gebiete zugesprochen: Er orientierte sich in Teilen weniger an Verwaltungsstrukturen, sondern bezog als Grenzziehungen die Flüsse Elbe, Schwarze Elster und Saale mit ein und machte weitere Zugeständnisse an Preußen.
Die Grenzlinie folgte zunächst der Wittig und der Lausitzer Neiße (womit Görlitz – mit Ausnahme seiner östlichen Vorstadt – auf sächsischer Seite verblieben wäre), dann südlich von Rothenburg/Oberlausitz, was an Preußen kam, über Königswartha und Wittichenau bis zur Pulsnitz und entlang von Pulsnitz und Schwarzer Elster zu den Grenzen des 1. Teilungsvorschlages, womit Ortrand und Torgau sächsisch geblieben wären. Nördlich von Leipzig wurde die Linie künstlich südlich Eilenburg, Delitzsch und Landsberg gezogen, die allesamt preußisch geworden wären. Westlich von Leipzig sollte die Saale die Grenze bilden, so dass Merseburg an Preußen fiel, während Naumburg (Saale), Weißenfels und Zeitz sächsisch geblieben wären.
Dem preußischen König wurden mit diesem Vorschlag also neben den schon im 1. Teilungsvorschlag zugestandenen Gebieten zusätzlich (unter anderem) die halbe Oberlausitz, große Teile des Leipziger Kreises und die Grafschaft Henneberg angeboten: 782.249 von reichlich 2 Millionen Einwohnern wären auf diese Weise unter preußische Hoheit gelangt.
Metternich folgte mit dieser Grenzziehung nicht der Idee von Castlereagh, sondern wollte mit der Teilung der Oberlausitz weiter die Idee verfolgen, Preußen von der österreichischen Grenze fernzuhalten. Die österreichischen Militärs drängten zudem darauf, die größeren Städte (Dresden, Bautzen, Zittau und Leipzig) und die Festung Torgau für das verkleinerte Sachsen zu erhalten.
Gedrängt durch die plötzlich entstandene Gegen-Allianz gegen die Total-Annexion Sachsens trat Preußen nunmehr doch in Verhandlungen um eine Teilung Sachsens ein: Am 13. Januar 1815 deutete Hardenberg an, einem stark verkleinerten Sachsen zustimmen zu können. Am 19. Januar 1815 veröffentlichte allerdings die technische Kommission die ermittelten Einwohnerzahlen: Dabei kam sie zu dem Ergebnis, dass nach dem Gegenvorschlag Metternichs, der nicht nur Sachsen betraf, statt der reichlich 780.000 Einwohner von Sachsen nur 723.311 Einwohner unter die preußische Krone gekommen wären. Überhaupt ergab sich, dass dieser Gegenvorschlag einschließlich der Gebiete in Nord- und Westdeutschland ein Defizit von 264.311 Einwohnern weniger zuungunsten von Preußen ergab, so dass weitere Gebietsabtretungen nötig wurden, nicht nur Sachsen betreffend.
Die Aufzeichnungen Hardenbergs, die am 8. Februar 1815 den Kongressakten beigefügt wurden, zeigten außerdem, dass Hardenberg für die preußische Seite bemängelte, dass von den 28 größten Städten Sachsens lediglich acht zu Preußen kommen sollten: Suhl, Lauban, Wittenberg, Eisleben, Merseburg, Guben und Neugersdorf, wobei letzteres ein Fehler Hardenbergs war, da dieser Ort in keinem der Teilungsvorschläge an Preußen fallen sollte. Außerdem forderte er Leipzig oder Dresden für Preußen.

## Einigung der Großmächte (3. Teilungsvorschlag und endgültige Teilung)
Insbesondere Castlereagh war aktiv und erreichte, dass Österreich auf die Festungen Torgau und auch Erfurt zugunsten Preußens verzichten würde, wenn Leipzig bei Sachsen blieb. Allerdings beharrte Hardenberg auf Leipzig und der gesamten Oberlausitz zugunsten Preußens, letzteres unterstützt von König Friedrich Wilhelm III. von Preußen, der keineswegs auf die Einverleibung Leipzigs nach Preußen verzichten wollte. Das sagte zwar Castlereagh zu, dem folgte wiederum aber Metternich nicht. Der russische Zar Alexander I., dem nichts weiter als an einem Ende der Verhandlungen über die Teilung Sachsens lag, bot schließlich den Ausweg an, in dem er auf den Status der Festung Thorn als „neutrales Gebiet“, dessen Ausgestaltung ähnlich der Republik Krakau vorgesehen war, verzichtete und die Stadt Preußen überließ. Aus militär-strategischen Gründen nahm Preußen das Angebot an: Zugunsten einer Weichselfestung mit nur 20.000 Einwohnern (einschließlich Umland) verzichtete Preußen auf Leipzig mit (statistisch) 30.796 Einwohnern. Die erforderlichen Bevölkerungskompensationen erfolgten nunmehr im Norden und Westen Sachsens mit tiefen Eingriffen in den „Kernbestand“.
Am 8. Februar 1815 einigten sich die fünf Großmächte in der sächsischen Frage auf einen Teilungsvorschlag, der eine weitere Verkleinerung „Restsachsens“ enthielt. Er sah gegenüber dem zweiten Teilungsvorschlag vom 12. Januar 1815 nunmehr vor, dass weitere Gebiete mit insgesamt 131.469 Einwohnern zur Abtretung kommen sollten.
Preußen erhielt zusätzlich zum 2. Teilungsvorschlag das Gebiet um Görlitz zugesprochen, jedoch nicht die südliche Oberlausitz. Dazu kamen größere Anteile der Ämter Großenhain, die Ämter Torgau und Delitzsch, fast das gesamte Amt Weißenfels, die Ämter Merseburg und Zeitz sowie das gesamte Amt Mühlberg. Sah der 2. Teilungsvorschlag noch eine Grenzziehung entlang der Flüsse Elster, Elbe und Saale vor, so wurde nunmehr die Grenze so weit in das sächsische Kerngebiet hineingeschoben, dass die Städte Görlitz, Elsterwerda, Mühlberg, Torgau, Eilenburg, Delitzsch, Weißenfels, Naumburg (Saale), Merseburg und Zeitz unter preußische Hoheit kamen. Flächen- wie einwohnermäßige Zugewinne erzielte Preußen vor allem im Bereich der Saale mit den Stiften Naumburg und Merseburg sowie an der Mulde und in der Oberlausitz. Im gesamten Abtretungsgebiet des Königreiches Sachsen an Preußen lebten nunmehr 855.305 Bewohner. Dem (und damit dem Verbleib Leipzigs sowie etwa der Hälfte der Oberlausitz bei „Restsachsen“) stimmte Preußen zu.
Die Grenzlinie wurde wie folgt formuliert [Hinweis: Schreibweise anhand des Belegexemplares] und später so in den Artikel 2 des abgeschlossenen Vertrages übernommen:

„Diese Linie wird anheben von der böhmischen Gränze, bei Wiese in der Gegend von Seidenberg, in dem sie daselbst dem Flußbette des Baches Wittich bis zu seinem Einflusse in die Neisse folgt. Von der Neisse wird sie sich an den Eigenschen Kreis wenden, indem sie zwischen Tauchritz, das an Preußen kommt, und Bertschoff, das Sachsen behält, durchgeht; sodann wird sie der nördlichen Gränze des Eigenschen Kreises folgen bis zu dem Winkel zwischen Paulsdorff und Ober-Sohland; von da wird sie weitergehen bis zur Gränze, welche den Görlitzer Kreis von dem Bautzener Kreise trennt, so daß Ober- Mittel- und Nieder-Sohland, Ohlisch und Radewitz bei Sachsen verbleiben.

Die große Poststraße zwischen Görlitz und Bautzen wird bis an die Gränze der beiden genannten Kreise, Preußisch seyn. Sodann wird die Linie der Gränze des Kreises folgen bis Dubrauke, hierauf sich über die Höhen zur Rechten des Löbauer Wassers ziehen, so daß dieser Bach mit seinen beiden Ufern und den daran gelegenen Ortschaften bis Neudorff, mit Einschluß dieses Dorfes selbst, bei Sachsen verbleiben.

Diese Linie wendet sich hierauf über die Spree und das Schwarzwasser; Liska, Hermsdorff, Ketten und Solchdorff werden Preußisch.

Von der schwarzen Elster bei Solchdorff wird man eine gerade Linie ziehen bis zur Gränze der Herrschaft Königsbrück bei Groß Gräbchen. Diese Herrschaft verbleibt bei Sachsen, und die Linie folgt der nördlichen Gränze dieser Herrschaft bis zur Gränze des Amts Großenhayn, in der Gegend von Ortrand. Ortrand und die Straße von diesem Orte über Merzdorff, Stolzenhayn und Gröbeln nach Mühlberg mit allen Ortschaften, durch welche diese Straße geht, gelangen dergestalt an Preußen, daß kein Theil der genannten Straße außerhalb des Preußischen Gebiets bleibt. Von Gröbeln an wird die Gränze bis zur Elbe bei Fichtenberg gezogen werden, und der des Amtes Mühlberg folgen. Fichtenberg wird Preußisch.

Von der Elbe bis zur Gränze des Stiftes Merseburg wird die Linie auf die Weise bestimmt werden, daß die Aemter Torgau, Eilenburg und Delitzsch, Preußisch werden, die Aemter Oschatz, Wurzen und Leipzig hingegen bei Sachsen verbleiben. Die Linie wird den Gränzen dieser Aemter folgen, indem sie jedoch einige Enclaven und halbe Enclaven abschneidet. Die Straße von Mühlberg nach Eilenburg wird ganz auf Preußischem Gebiet seyn. Von Podelwitz, welches zu dem Amte Leipzig gehört und bei Sachsen verbleibt, bis nach Eytra, welches diesem ebenfalls verbleibt, wird die Linie das Stift Merseburg dergestalt durchschneiden, daß Breitenfeld, Hänichen, Groß- und Klein-Dolzig, Mark-Ranstädt und Knaut-Nauendorf bei Sachsen verbleiben, Modelwitz, Skeuditz, Klein-Libenau, Alt-Ranstädt, Schköhlen und Zietschen an Preußen fallen.

Von da an wird die Linie das Amt Pegau zwischen dem Floßgraben und der weißen Elster durchschneiden. Der erstere wird von dem Punkte an, wo er sich unterhalb der Stadt Crossen, die zu dem Amte Heinsburg gehört, von der weißen Elster trennt, bis zu dem Punkte, wo er sich unterhalb der Stadt Merseburg mit der Saale vereinigt, in seinem ganzen Laufe zwischen diesen beiden Städten und mit seinen beiden Ufern zu dem Preußischen Gebiete gehören.

Von da, wo die Gränze an die des Stiftes Zeitz stößt, wird sie dieser folgen bis zu der Altenburgischen Gränze bei Luckau.

Die Gränzen des Neustädter Kreises, der ganz an Preußen übergeht, bleiben unverändert.

Die Voigtländischen Enclaven im Reußischen, nämlich Gefäll, Blintendorf, Sparenberg und Blankenberg, sind in dem Antheile Preußens mit begriffen.“

Dieser Text wurde schließlich als Artikel 15 in die Schlussakte des Wiener Kongresses vom 9. Juni 1815 übernommen.

## Weitere Teilungswirkungen
In der Literatur wird häufig die Teilung des Königreiches Sachsen auf die Grenzziehung und den Bevölkerungs- und Landgewinn Preußens reduziert. Der vorgesehene Vertrag regelte zumindest im Groben auch viele weitere Dinge, wie Transitbestimmungen auf den Wasserstraßen, Übergänge von Stiftungen usw., die allerdings sich in der Praxis weitgehend als auslegungsbedürftig erwiesen und die in der Folge häufig am Verhältnis von Bewohnerzahlen bemessen wurde.
Die Teilungsbestimmungen schnitten das verbleibende Restsachsen allerdings von einer für Mensch wie Gewerbe wichtigen Quelle ab, dem Salz, was bis dahin auf kursächsischem Territorium gefördert wurde. Die Bestimmungen der auf dem Teilungsvertrag aufbauenden und 1819 erlassenden Regelung enthalten schließlich einen eigenen Artikel, der sich ausschließlich mit diesem Thema befasste.
Weil sich aber die Verhandlungen ab Ende 1814 mit der Einsetzung der technischen Kommission ausschließlich auf die Übernahme einer möglichst hohen Zahl von „Steuerbürgern“ konzentrierten und Österreich militärisch die Idee des „Pufferstaates“ verfolgte, verblieben letztlich die eigentlichen wirtschaftlich starken Gebiete (insbesondere das Erzgebirge mit seinem Bergbau, das fruchtbare Erzgebirgsvorland, sowie die schon damals tonangebenden Wirtschaftszentren Dresden und Leipzig) im verbleibenden „Kernsachsen“. Über etwaige Kompensationen durch Eingriffe in einen (wirtschaftlichen) Kernbestand Kur-Sachsens (z. B. der Übertragung von Bergrechten an Preußen) ist jedoch nichts bekannt.
Dies mag jedoch auch dem Umstand geschuldet sein, dass insbesondere der aktive britische Vermittler, Lord Robert Viscount Castlereagh, keinerlei örtliche Kenntnis von dem Teilungsgebiet besaß, allein auf die technische Kommission setzte, wie auch den Verhandlungen über das Rheinland und Westfalen. Das eigentliche wirtschaftliche Potenzial des – auf Wunsch und Auftrag Metternichs hin – (verbleibenden) „Restsachsens“ erkannte er nicht. Im Ergebnis wurden mehrheitlich ineffektiv genutzte, mehrteils agrarisch genutzte, Wald- und Splitterflächen an Preußen abgetreten. Nur die Abtretungen von den Gebieten um Merseburg und Zeitz sowie die im Thüringischen gelegenen Gebiete (die anschließend zu großen Teilen von Preußen an die ernestinischen Herzöge von Sachsen-Weimar-Eisenach weitergereicht wurden), bildeten echte Einschnitte.

## Wirkung während des Wiener Kongresses
Diese Verhandlungen blieben den in Wien anwesenden Fürsten anderer deutscher Mittel- und Kleinstaaten nicht verborgen und sorgten für erhebliche Unruhe: Schon im Oktober 1814 sprachen sich Bayern und Hannover gegen die vollständige Annexion Sachsens durch Preußen aus. Darauf aufbauend war es der französische Gesandte Talleyrand, der Frankreich aus dem Kreis der Großmächte noch immer ausgeschlossen sah, aber erkannte, dass die „sächsische Frage“ geeignet war, seinerseits Druck ausüben zu können. Seine kompromisslose Haltung gegen die „Generalannexion“ Sachsens durch Preußen sicherte ihm die Unterstützung der deutschen Mittel- und Kleinstaaten, was wiederum die bereits beschriebene demonstrative Amtsübergabe des besetzten Generalgouvernements Sachsen von Russlands Repnin-Wolkonski an die beiden Preußen von Recke und von Gaudi am 8. November 1814 einerseits beförderte, aber andererseits den Wiener Kongressrealitäten schon nicht mehr entsprach. Dem hannoverschen Beauftragten Herbert Ernst Graf Münster sicherte Metternich drei Tage später zu, in der sächsischen Frage nicht nachgeben zu wollen. Kaiser Franz sprach sich im engeren Kreis gegen die Annexion und gegen die von Preußen angebotene „Entschädigung“ König Friedrich Augusts mit einem Gebiet um Münster oder am linken Rheinufer mit 350.000 Einwohnern aus, was seinem Legitimitätsverständnis gegenüber einer der ältesten deutschen Fürstendynastien, die zudem mit dem Hause Habsburg mehrfach verwandtschaftlich verbunden war, völlig widersprach. Letztlich müsse dem sächsischen König seine Hauptstadt Dresden und mindestens darum ein Gebiet mit mindestens 500.000 Einwohnern erhalten bleiben, äußerte daraufhin Castlereagh als britischer Gesandter.
Die wachsenden, auch öffentlichen Sympathien für Sachsen und den sächsischen König Friedrich August und die gravierenden Fehlleistungen der preußischen Diplomatie führten schließlich Metternich in genauer Beobachtung zu seiner Note vom 10. Dezember 1814 und zum 2. Teilungsvorschlag. Metternich konnte sich der Fürstenmehrheit sicher sein, da die antipreußische Agitation Österreichs und das daraus folgende Image einer Schutz- und Trutzmacht zugunsten der deutschen Klein- und Mittelstaaten Wirkung „gegen die macht- und landhungrigen Preußen“ zeigte. Den Wiener Kongress stürzte es allerdings in die tiefste diplomatische Krise seines Verlaufs: Persönlich getroffen forderte Zar Alexander den Kanzler Metternich zunächst zum Duell.
Die Überwindung dieser Eskalation war jedoch wiederum der Nachgiebigkeit eben des Zaren Alexander I. zu verdanken, „dessen Interesse an der sächsischen Frage nicht seinen Friedenswillen überstieg“. Das Ergebnis waren Teilungen: Für Polen die vierte innerhalb eines halben Jahrhunderts, für Sachsen nach der (freiwilligen) Leipziger Teilung von 1485 die zweite und für das albertinische Sachsen die erste in der Landesgeschichte. König Friedrich August meinte, dass diese Bedingungen noch verhandelbar seien. Doch der mühsame Kompromiss sowie die Landung Napoleons in Frankreich aus seiner Verbannung und die Herrschaft der Hundert Tage ab dem 1. März 1815 gaben seinem Beauftragten Graf Einsiedel von der Schulenburg keine Möglichkeit mehr, die sächsisch-polnische Frage und den im 3. Teilungsvorschlag erreichten Kompromiss der Großmächte weiter zu verhandeln. Etwaige Bemühungen Friedrich Augusts von Sachsen standen nunmehr im Hintergrund: Ihm blieb letztlich keine andere Wahl, als den Diktatfrieden zu unterzeichnen.

## „Friedens- und Freundschaftsvertrag“
Vertreter Sachsens wurden in Wien von der Teilnahme an den Verhandlungen ausgeschlossen. Die Teilungslinie berücksichtigte daher in weiten Teilen nicht etwa gewachsene Landschaften, historische Rechte oder landschaftliche Zusammenhänge. Der 3. Teilungsplan nahm darauf zum Schluss keine Rücksicht, sondern war ausschließlich einem Kompromiss zwischen den Großmächten verpflichtet. Zudem war er auf veraltetem Kartenmaterial erarbeitet worden (was zum Beispiel die Namensnennungen von Dörfern auffällig macht) und was in der Durchführung der Teilung erhebliche Schwierigkeiten bereiten sollte. Auch die Formulierung „in gerader Linie“ weist darauf hin, dass die Grenze ausschließlich einem Kompromiss zwischen den fünf Großmächten dienen sollte.
Der noch immer in preußischer Gefangenschaft befindliche sächsische König Friedrich August hatte zwar Friedrich Albrecht von der Schulenburg als Bevollmächtigten nach Wien entsandt, dieser durfte jedoch nur als „Privatmann“ Gespräche führen.
Nachdem man sich am 8. Februar 1815 mühevoll auf den Teilungsplan verständigt hatte, wurde nunmehr Friedrich August in Friedrichsfelde entlassen und reiste noch in diesem Monat auf Einladung des österreichischen Kaisers nach Preßburg. Dort angekommen, war er über das Ergebnis entsetzt: Sachsens König wollte auf die Forderung der Abtretung bedeutender sächsischer Gebiete zunächst nicht eingehen und in einem weiteren Schritt zumindest Bedingungen formulieren. Beides lehnten die Großmächte ab. Als ihm schließlich bedeutet wurde, dass er, wenn er nicht zustimme, alles verlieren würde (was ja gerade nicht gewollt war, Friedrich August aber im Detail nicht wissen konnte, zumal er die Liquidation von Fürstentümern im Reichsdeputationshauptschluss 1803 zu gut kannte), lenkte er ein: Am 3. Mai 1815 begannen „Friedensverhandlungen“ zwischen Sachsen, Preußen, Österreich und Russland, in deren Ergebnis der sächsische König nur noch der Teilung und dem vorbereiteten Vertrag zustimmen konnte (Diktatfrieden). Nach dem Legitimitätsprinzip sollte nach außen der Anschein gewahrt werden, der König entscheide als Souverän.
Der abgeschlossene „Friedens- und Freundschaftsvertrag“, der am 18. Mai 1815 von preußischer Seite durch von Hardenberg und durch von Humboldt, von sächsischer Seite durch von der Schulenburg und durch Hanns August Fürchtegott von Globig unterzeichnet und wie damals diplomatisch üblich, in französischer Sprache verfasst wurde, regelt in einer Präambel und 25 Artikeln (wobei die meisten Artikel steuerliche, fiskalische und Handelsfragen betreffen), dass zwischen dem König von Preußen und dem König von Sachsen, „ihren Erben und Nachfolgern, Ihren beiderseitigen Staaten und Unterthanen“ nunmehr „für immer Friede und Freundschaft“ sein solle (Artikel 1). Die Grenzziehung erfolgte endgültig und weitgehend unabhängig auch durch geschlossene Herrschafts- und Amtsbezirke, Grundherrschaften und Kirchgemeinden. Artikel 2 des Vertrages besagt, dass „seine Majestät der König von Sachsen … auf ewige Zeiten, für Sich und alle Ihre Nachkommen und Nachfolger zu Gunsten Seiner Majestät des Königs von Preußen“ auf alle Provinzen, Distrikte und Gebiete oder Gebietsteile des Königreiches Sachsen verzichtet, die außerhalb der Linie liegen, die künftig die Grenze zwischen Preußen und Sachsen bilden solle. Mit der Belegung der von Preußen einverleibten Gebiete mit dem Namen „Herzogthum Sachsen“ (Artikel 4) erfolgte die Übernahme der Titel „Herzog von Sachsen, Landgraf von Thüringen, Markgraf der beiden Lausitzen“, die dem sächsischen König einschließlich der eines „Grafen von Henneberg“ entzogen und der Titulatur des Königs von Preußen zugefügt wurden. Der sächsische König wurde beschränkt auf den Titel eines „Markgrafen der Ober-Lausitz“, wobei dynastische Ansprüche nicht ausgeschlossen wurden: Preußen saß also nunmehr wie eine dynastische Spinne im Netz der thüringisch-ernestinischen Kleinstaaten.
Nach der (erzwungenen) Ratifizierung durch den sächsischen König trat der Vertrag am 21. Mai 1815 in Kraft und bereits am Tag darauf nahm König Friedrich Wilhelm III. durch ein Patent Besitz von dem abgetretenen Teil Sachsens und damit auch die Titel an. Durch Bekanntmachung vom 28. Mai 1815 wurde die Verlegung der Verwaltung nach Merseburg bis zum 6. Juni 1815 verkündet, wo das „Generalgouvernement des Herzogthums Sachsen“ errichtet wurde. Noch 1815 bildete Preußen verwaltungsseitig aus den Gebieten im Westen von „Kernsachsen“ (unter Einbeziehung weiterer Gebiete Preußens) die „Provinz Sachsen“. Die von dem verbliebenen Sachsen nördlich gelegenen kamen an die Provinz Brandenburg, die östlich gelegenen zur Provinz Schlesien. Das Gebiet um Suhl wurde zunächst als „Provinz Henneberg“ geführt.

## Folgeabtretungen ehemaliger Gebiete des Königreichs Sachsens von Preußen an andere deutsche Teilstaaten
Unmittelbar nach der Teilung Sachsens zwischen den beiden Königreichen Sachsen und Preußen trat Preußen einen Teil der zugewonnenen Landfläche und Bevölkerungszahl an das verbündete Großherzogtum Sachsen-Weimar-Eisenach ab. Bereits am 1. Juni 1815 erhielt Carl August von Sachsen-Weimar-Eisenach fast das gesamte Amt Tautenburg aus dem preußischen Sachsen und dazu mehrere preußische (vormals königlich sächsische) Exklaven, die im Gebiet von Sachsen-Weimar-Eisenach lagen. Sie hatten bis dahin dem Amt Weißensee im Thüringischen Kreis angehört. Am 22. September 1815 wurde durch Vertrag unter anderem das abgetretene Gebiet um zwei Drittel des ehemaligen königlich sächsischen Neustädter Kreises erweitert, so dass die Städte Neustadt/Orla, Triptis, Auma, Weida und Berga/Elster sowie weitere Ortschaften der Ämter Naumburg, Pforta, Eckartsberga, Wendelstein und Weißensee als kursächsische Gebiete der Albertiner zu einem ernestinischen Großherzogtum kamen. Mit den aus der Liquidierung des Departements Fulda überdies zugesagten 27.000 Einwohnern erhielt das Großherzogtum  Sachsen-Weimar-Eisenach einen weiteren Gebiets- und Steuerbürgerzuwachs.
Das Fürstentum Schwarzburg-Sondershausen hatte seinerseits andere Ansprüche, die mit der eigentlichen Grenzziehung nur mittelbar zusammenhingen: Das Amt Ebeleben war zwar im Besitz des Fürstenhauses, die Lehnshoheit stand aber seit 1651 bei Kursachsen und war an Preußen übergegangen. Am 15. Juni 1816 wurde das Amt Ebeleben dem Staatsgebiet von Schwarzburg-Sondershausen angegliedert, jedoch ohne die Gemeinde Bothenheilingen, die bei Preußen verblieb. Als Ausgleich erhielt Schwarzburg-Sondershausen die ehemaligen sächsischen Exklaven, die Dörfer Bendeleben und Großfurra des Amtes Weißensee im Thüringischen Kreis, von Preußen zugeordnet.

## Geschichte nach 1815/1818 bis heute
Obwohl nach dem Diktatfrieden des „Friedens- und Freundschaftsvertrages“ die Grenzziehung binnen dreier Monate erfolgt sein sollte, zog sie sich über drei Jahre hin: Erst 1819 wurden die letzten Schlussmessungen zum konkreten Grenzverlauf vorgenommen. Der endgültige Grenzverlauf wurde schließlich am 28. August 1819 mit der Hauptconvention zu Vollziehung des, zwischen Ihro Königlichen Majestäten von Sachsen und von Preussen zu Wien am 18ten Mai 1815. abgeschlossenen Friedenstractats und zu näherer Bestimmung der, durch diesen Tractat veranlaßten Auseinandersetzungen und Ausgleichungen abschließend festgelegt. Diese (abschließende) Hauptconvention wurde unterzeichnet durch die königlichen Kommissare von Globig (Hanns August Fürchtegott von Globig) für Sachsen, von Jordan (Johann Ludwig von Jordan) und durch Gärtner als „Der Oesterreichisch Kaiserliche Vermittelungs-Commissair“. Artikel XXXVI. bestimmte, dass die Ratifizierung binnen dreier Wochen erfolgen solle, was auch so erfolgte.
Zu den Kuriosa gehört auch, dass im Artikel I unter Nr. 29 die kursächsische Exklave um Liebschwitz bei Gera (das Ziegenhierdsche Ländchen) bei „Restsachsen“ verblieb: Der damalige Rittergutsbesitzer hatte diplomatisch hervorragend gewirkt und da im Vertrag von 1815 dazu auch nichts ausgeführt war, verblieb sein Land als Exklave königlich-sächsisches Gebiet und wurde nicht an Preußen angegliedert.
Diese Grenze (einschließlich der verbleibenden Ungenauigkeiten) blieb einesteils bis zur Grenzrevision und Neuvermarkung 1893–1901, die allerdings nur unwesentliche Änderungen brachte, bestehen. Die heute durchweg als Denkmal klassifizierten noch vorhandenen Grenzsteine erinnern an beide Ereignisse, sowohl von 1815, die Neuvermarkung der 1890er Jahre oder auch an beide gleichzeitig.

### Gebietsaustausch mit Thüringen 1928
Nach dieser Neuvermarkung brachte andererseits erst das Jahr 1927 neue Bewegung, um vor allem in einzelnen Dörfern und verbliebenen (kleineren) Exklaven eine Bereinigung zu erreichen, die im Folgejahr beschlossen wurde.
1928 wurde ein Gebietsaustausch und eine Grenzbereinigung zwischen dem Freistaat Sachsen und dem Land Thüringen vereinbart: Die aus dem Vertrag von 1815 nach wie vor bestehenden Ungenauigkeiten wurden durch einen Vertrag zwischen beiden Ländern geregelt. Da die Staatsangehörigkeitsfragen aber Reichssache waren, musste der Reichstag per Gesetz zustimmen: Dies geschah in der Sitzung am 22. März 1928, es trat am 1. April 1928 in Kraft. Insgesamt kamen 1115 ha mit 4890 Einwohnern zu Sachsen und 1778 ha mit 2900 Einwohnern zu Thüringen. Sachsen erhielt insbesondere die ehemaligen Exklaven des Herzogtum Sachsen-Altenburg der Gemeinde Rußdorf bei Oberfrohna und Neukirchen bei Waldenburg, aber auch die Gemeinden Wickersdorf, Waldsachsen (jeweils der ehemals altenburgische Anteil) und einen Teil der Gemeinde Ponitz, nämlich Splitterflächen der Flur Gosel. Bei Plauen wurden unter anderem teilweise die Flur Caselwitz, ein Teil der Stadt Greiz, die Gemeinde und die Flur Görschnitz sowie ein Teil der Gemeinde und Flur Schönbach Sachsen zugeordnet.
Im Austausch kam nach Thüringen die sächsische Exklave Liebschwitz bei Gera mit den Gemeinden und Fluren Lengefeld, Liebschwitz, Lietzsch, Niebra, Pösneck und Taubenpreskeln sowie den benachbarten Gemeinden Grobsdorf, Hilbersdorf, Loitzsch, Rückersdorf sowie Teile von Thonhausen, die zusammen das so genannte Ziegenhierdsche Ländchen bildeten. Außerdem wurden dem Land Thüringen die Gemeinde Bocka bei Altenburg und Kauritz bei Meerane sowie die Flur Frohnsdorf der Gemeinde Ziegelheim (ebenfalls eine sächsische Exklave) und Teile der Gemeinde und Flure in Obergrünberg eingegliedert. Bei Greiz kamen von Sachsen die Flur Stelzen (damals ein Teil der Gemeinde Reuth), ein Teil der Gemeinde und Flur Noßwitz (heute ein Teil der Stadt Elsterberg), die Flur Sachswitz und teilweise die Flur Cunsdorf (ebenfalls heute ein Teil der Stadt Elsterberg) nach Thüringen.

### Geschichte 1945–1990
Die 1928 entstandene Grenze des Freistaates Sachsen blieb insgesamt bis zum 5. Juli 1945 (Befehl Nr. 5 der SMAD) bestehen.
Das 1945 gebildete Land Sachsen in den Grenzen von 1928 wurde durch diesen Befehl um die westlich der Lausitzer Neiße gelegenen Teile des ehemals sächsischen Gebietes und des seit 1815 preußischen Regierungsbezirkes Liegnitz einerseits erweitert, andererseits wurde aber der südöstlichste Zipfel östlich der Neiße um Reichenau an Polen abgegeben.
Der Staat Preußen (als Nachfolger des Königreichs Preußen von 1815) wurde durch das „Kontrollratsgesetz Nr. 46 – Auflösung des Staates Preußen“ vom 25. Februar 1947 als aufgelöst erklärt. Die Gebiete, die ihm angehörten und die zu diesem Zeitpunkt der Oberhoheit des Kontrollrats unterstanden, erhielten die Rechtsstellung von Ländern oder wurden bestehenden Ländern einverleibt, was damit auch die Zuordnung der preußisch annektierten Gebiete von 1815 westlich der Neiße wieder zu Sachsen im Jahr 1945 nachträglich legitimierte.
Am 23. Juli 1952 trat das „Gesetz über die weitere Demokratisierung des Aufbaus und der Arbeitsweise der staatlichen Organe in den Ländern in der Deutschen Demokratischen Republik vom 23. Juli 1952“ in Kraft. Damit kam es zu einer umfangreichen Kreisreform sowie anschließend zur Auflösung der Länder und zur Bildung von Bezirken. So kamen zehn der 1815 abgetretenen Gemeinden des Leipziger Umlandes zum Kreis Leipzig-Land. Die bis 1815 sächsischen Gebiete der Kreise Delitzsch, Torgau und Eilenburg wurden dem neuen Bezirk Leipzig zugeordnet, andererseits wurden die oberlausitzischen bzw. seit 1815 Schlesien zugeordneten Gebiete (Kreise Hoyerswerda und Weißwasser) in den neugebildeten Bezirk Cottbus eingegliedert. Der Bezirk Dresden wiederum erhielt den restlichen Teil der nordöstlichen Oberlausitz um Görlitz (Görlitz und die Kreise Niesky und Görlitz-Land), der wie Hoyerswerda und Weißwasser im 3. Teilungsvorschlag 1815 an Preußen abgetreten werden musste.
Eine erst ab 1990 (und dann bis 1992) im sogenannten „Sachsenkrieg“ bedeutende Rolle spielte das Gebiet um Elsterberg: Es wurde 1952 bei der Bildung der Bezirke aus dem bis dahin bestehenden Land Sachsen territorial herausgelöst und dem sowohl neu gebildeten Bezirk Gera, wie auch dem neu gebildeten Kreis Zeulenroda zugeordnet.
Während der DDR-Zeit erfolgten Umgliederungen von einzelnen Ortsteilen des (ehemals) sächsischen Gebietes in (ehemals) thüringische oder preußisch-brandenburgische Gebiete und umgekehrt. Eine zusammenfassende Darstellung der an den nunmehrigen Kreis- und Bezirksgrenzen orientierten Umgliederung gibt es zwar nicht, aus den Flächenstatistiken der DDR kann abgeleitet werden, dass es sich nur um kleinere Bereinigungen gehandelt haben muss. So etwa im Vogtland: Es wurden beispielsweise 1956 Neudeck nach der Gemeinde Reudnitz sowie der Ortsteil Göltzschhammer des Ortsteils Kleingera von ehemals sächsischen Gebiet (nunmehr Bezirk Karl-Marx-Stadt) in ehemals thüringisches Gebiet (nunmehr Bezirk Gera) abgegeben. Eine entsprechende territoriale Kompensation war im Verständnis der DDR nicht vorgesehen. Sie verblieben auch nach 1990 im Freistaat Thüringen, auch, als im letzteren Fall die Stadt Elsterberg im Jahr 1992 zurück nach Sachsen ging, dies jedoch ohne den einstigen Kleingeraer Ortsteil Göltzschhammer.

### Geschichte seit 1990
Die (DDR-)Kreise Hoyerswerda, Weißwasser, Delitzsch, Eilenburg und Torgau kamen 1990 nach Bürgerbefragungen und anschließenden Kreistagsbeschlüssen zum heutigen Freistaat Sachsen, ebenso blieben die zehn Gemeinden des Leipziger Umlandes (also des gebildeten DDR-Bezirkes Leipzig) bei Sachsen. Obwohl bei Bürgerbefragungen in den Kreisen Bad Liebenwerda, Senftenberg und Altenburg die Mehrheit eine Eingliederung in den (künftigen) Freistaat Sachsen wünschte, entschieden sich die jeweiligen Kreistage für die Angliederung an das Land Brandenburg bzw. an den nunmehr erneut entstandenen Freistaat Thüringen, wobei die neu gebildeten Landesregierungen erheblichen Einfluss nahmen, das jeweilige Bürgervotum in den Kreistagen nicht zur politischen Mehrheit zu verhelfen.
Anders der überaus hartnäckige Streit um den von ihnen und ihren Einwohnern vorangetriebenen Wechsel der Städte Pausa, Mühltroff und Elsterberg sowie deren Umland von Thüringen nach Sachsen: Er wuchs öffentlich zu einem (medial wie öffentlich) so bezeichneten „Sachsenkrieg“ aus. Schon Anfang 1990 kämpften diese Städte und Gemeinden, die 1952 willkürlich dem Kreis Zeulenroda, der über Folgestufen nunmehr in Gänze dem neu gebildeten Freistaat Thüringen zugeordnet wurde, um eine Rück-Zuordnung zum (historischen) Gebietsstand Sachsens. Erst mit einem Staatsvertrag vom 11. Februar 1992, rückwirkend gültig ab 1. Januar 1992 wurden die Städte Pausa, Mühltroff und Elsterberg sowie die Gemeinden Görschnitz, Langenbach, Thierbach, Ebersgrün, Ranspach und Unterreichenau von Thüringen nach Sachsen (ohne Gebietsausgleiche) umgegliedert. Zwischen 1990 und 1992 wurde zum Teil sogar um die Zuordnung einzelner Ortsteile, im Einzelfall sogar um Flurstücke gestritten, deren Auswirkungen sich sogar im Artikel 1 Absatz 3 dieses Gesetzes widerspiegeln.
Das Land Brandenburg wiederum verhinderte noch 1994 die Rückkehr zumindest von Gebieten um Ortrand (einschließlich des Ortes selbst) nach Sachsen, obwohl der Kreis Senftenberg mit Ausnahme eines unbedeutenden nordöstlichen Teiles, der dem Kottbuser Kreis Preußens zugehörte, fast ausschließlich ehemals kursächsisches Territorium umfasste und es in den nach den Kreistagsentscheiden zum Verbleib bei Brandenburg geführten Bürgerdebatten lediglich um Ortrand selbst ging.
Aus rein politischen Motiven wurde bei der Kreisreform 1994 in Sachsen ein „Niederschlesischer Oberlausitzkreis“ gebildet. Dieser bestand bis 2008 und ging anschließend in dem heutigen Landkreis Görlitz auf: Rein historisch umfasste dieser (einschließlich der Stadt Görlitz, die er umschloss) mit Ausnahme der Gemeinde Pechern und Neudorf (bei Pechern) (seit dem 20. Jahrhundert eine Wüstung) ausschließlich Gebiete, die vor der Teilung 1815 kursächsisch waren. Die räumliche Zuordnung dieses Gebietes zu Niederschlesien ist historisch insofern falsch, da die Provinzzuordnung dieses Gebietes von Preußen zur Provinz Schlesien im Jahr 1815 ein reiner Verwaltungsakt war und auch von Preußen historisch dieses Gebiet nie als Teil von Schlesien, sondern stets als Teil des im Zuge der Teilung 1815 neu gebildeten „Herzogthums Sachsen“ (also die abgeteilten Gebiete Sachsens) gesehen wurde.
Eine Auflösung des Problems der Grenzziehung im Bereich des Gaskombinats Schwarze Pumpe (heute Industriepark Schwarze Pumpe) gelang jedoch nicht: Die heutige Landesgrenze zwischen Brandenburg und Sachsen führt mitten durch das Areal, was bei Genehmigungsverfahren im Zweifel eine doppelte Antragstellung und doppelte Genehmigung in beiden Ländern erfordert. Einzig der Grenzverlauf durch die Siedlung Spreetal wurde 1999 nach einer Bürgerbefragung durch einen beiderseitigen Gebietsaustausch geändert.
Dass die Stadt Görlitz (und ihr Umland) als Niederschlesien „vermarktet“ wird, oder auch sich selbst so vermarktet, ist insofern historisch unkorrekt: Görlitz und sein Umland war bis 1815 kursächsisches Territorium, das nur durch die Teilung mehr oder minder zufällig an Preußen fiel und ebenso zufällig wie verwaltungstechnisch effizient der Provinz Schlesien zugeordnet wurde: Eine etwaige „landsmannschaftliche“ Zusammengehörigkeit dieses Teils der Oberlausitz zu Schlesien ist ein Konstrukt aus der Vertreibung der Deutschen aus Polen, in dem viele (echte) Schlesier unmittelbar westlich der Neiße ihre (neue) Heimat fanden: Den Ländern, Bezirken und dem heutigen Freistaat Sachsen wurde bis heute (Stand: 2021) in der Sache selbst aus dem 1947 aufgelösten Preußen (und der Teilung von 1815) nur angegliedert, was zuvor jahrhundertelang altes kursächsisches Hoheitsgebiet gewesen war.